# Oukid Ourida
Oukid Ourida, née le 11 octobre 1969 à Ouadhia, est une judokate algérienne. 

## Carrière
Oukid Ourida a évolué au club de l'USM Alger. Elle est championne d'Algérie en 1990, médaillée d'argent au Championnat arabe 1990 à Tunis, puis médaillée de bronze au Championnat d'Afrique 1990 à Alger dans la catégorie des moins de 66 kg,.
Elle est médaillée d'argent dans la catégorie des moins de 61 kg aux Championnats d'Afrique de judo 1997 à Casablanca.